# Cantó de Vilanava de Marsan
El cantó de Vilanava de Marsan és un cantó francès del departament de les Landes, situat al districte de Mont de Marsan. Té 12 municipis i el cap és Vilanava de Marsan.

## Municipis
- Artés d'Armanhac
- Bordalat
- Lo Hrèishe
- Hontans
- Laqui
- Montagut
- Perquia
- Pujòu e lo Plan
- Sent Cric-Vilanava
- Senta He
- Sent Genh
- Vilanava de Marsan

## Història
| Data d'elecció                           | Identitat          | Partit | Qualitat |
| ---------------------------------------- | ------------------ | ------ | -------- |
| 1976-1982                                | M. Blanquie        | PS     |          |
| 1982-1994                                | Jacques Dutin      | PS     |          |
| 1994-2008                                | Jacques Ducos      | PS     |          |
| 2008-                                    | Maryvonne Florence | PS     |          |
| les dades anteriors no són pas conegudes |                    |        |          |
|                                          |                    |        |          |

## Demografia
| 1962  | 1968  | 1975  | 1982  | 1990  | 1999  | 2006  |
| ----- | ----- | ----- | ----- | ----- | ----- | ----- |
| 4.972 | 5.425 | 5.311 | 5.266 | 5.306 | 5.401 | 5.896 |